# Soldados de plomo
Soldados de plomo és una pel·lícula espanyola dirigida per José Sacristán i estrenada el 1983, amb guió escrit per ell basat en la novel·la homònima d'Eduardo Mendoza. Es tracta d'un drama intimista amb forma de pel·lícula policíaca protagonitzada per ell mateix i Fernando Fernán Gómez, amb estil depurat i seguretat sorprenent.

## Sinopsi
Andrés, fill d'un militar d'alta societat que va abandonar la família per casar-se amb una cupletista, torna a la seva ciutat natal després de 25 anys de viure a Nova York com a professor de literatura espanyola, per a fer-se càrrec de l'herència del seu pare, un casalot gairebé en ruïnes que és a punt de ser declarat monument històric- Té la intenció de vendre'l a una immobiliària per fer diners. Aleshores apareix el seu germanastre Ramón que vol comprar el casalot.

## Premis
Fotogramas de Plata 1983
| Categoria               | Persona               | Resultat |
| ----------------------- | --------------------- | -------- |
| Millor actriu de cinema | Assumpta Serna        | Nominada |
| Millor actor de cinema  | Fernando Fernán Gómez | Nominat  |